# Sir John Soane's Museum
Il Sir John Soane's Museum è un edificio londinese al n. 13 di Lincoln's Inn Field, sede di un piccolo museo, nato nel XIX secolo per volontà del famoso architetto neoclassico John Soane (1753-1837) che raccolse nella propria residenza una grande collezione d'arte, oltre alla documentazione grafica del proprio lavoro.

## Storia
L'edificio fu progettato e realizzato da Soane in varie fasi, partendo da preesistenze che modificò, inizialmente per ricavarne il proprio studio ed abitazione, e successivamente, accorpando proprietà adiacenti, trasformando ed ingrandendo le costruzioni ed ottenendo un edificio adatto anche per conservare la propria imponente collezione d'arte e di antichità tra cui addirittura il sarcofago del faraone Seti I. Nel 1792 Soane aveva comprato una casa al numero 12 utilizzata come studio. Intorno al 1806, Soane acquista il n. 13, parte centrale ed ingresso dell'attuale museo, e procede ai lavori di trasformazione in due fasi: nel 1808-09 (lavori di ricostruzione nella parte interna del lotto) e 1812 (facciata su strada). In effetti Soane concepisce l'edificio come un vero laboratorio di architettura, rimodellando continuamente gli spazi interni. Nel 1823, Soane acquistò la casa al n. 14, che modificò nel 1823-24 ricavando una galleria espositiva sul retro, conservando invece l'abitazione anteriore da affittare come già aveva fatto al n. 12.
Nel 1833 Soane decise di donare la sua collezione e la sua casa allo Stato a condizione che dopo la sua morte fosse trasformato in museo, facendo restare, per quanto possibile, gli spazi e le opere conservate così come li avesse lasciati, e come in effetti avvenne.
Attualmente il museo comprende anche la parte anteriore delle due case ai nn. 12 e 14 utilizzate per mostre temporanee, uffici amministrativi e biblioteca.
Tra i curatori devono essere ricordati Joseph Bonomi, dal 1861 al 1878, e John Summerson, dal 1945 al 1984.

## Architettura

### Esterno

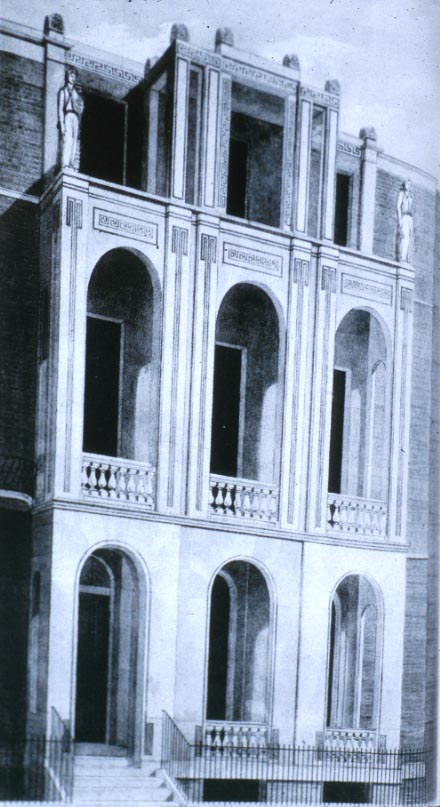
Sir John Soane's Museum

Il disegno originario, trasformato in seguito, era impostato alla massima semplicità, con una facciata in pietra di portland che spicca sulla cortina edilizia in laterizio delle costruzioni residenziali della strada. Grandi archi senza membrature definiscono tale facciata, ed erano in origine aperti a costituire una loggia; in seguito vennero chiusi, dallo stesso Soane, da vetrate a filo con la muratura. L'assenza di un vero e proprio ordine e la presenza di semplici archi tagliati nella muratura hanno fatto avvicinare l'edificio alle architetture di Claude-Nicolas Ledoux. L'austera facciata evidenzia come Soane abbia condotto il classicismo verso un linguaggio personale ed anticipatore.

### Interno
L'edificio è composto da tre piani articolati però in un complesso disegno, con doppi e tripli volumi, mezzanini, scale ed affacci. Si tratta, in definitiva, di un susseguirsi di ambienti, in una successione eclettica d'ispirazione piranesiana, in cui non mancano elementi neogotici e pittoreschi. 
Gli spazi più famosi del museo sono quelli nella parte posteriore, caratterizzati, in genere dall'illuminazione proveniente dall'alto. Tale caratteristica, oltre che essere dettata dallo sviluppo in profondità del complesso edilizio, rappresenta uno degli elementi costanti delle architetture di Soane, anche nella progettazione degli spazi grandiosi della banca d'Inghilterra, ed influenzerà lo sviluppo storico nella progettazione dei musei.
Interessanti quelli che Soane destinò a spazi di rappresentanza della propria residenza come la Breakfast Room con gli specchi convessi nel soffitto, la Libreria e lo Studio.

## Museo e collezioni
Il "Sir John Soane's Museum" ancora oggi conserva gli ambienti così come all'epoca predisposti, gli arredi originali e la collezione raccolta da Soane nel ventennio in cui abitò l'edificio.
L'architetto in effetti aveva trasformato la propria residenza, ancora in vita, in un mausoleo celebrativo che contemporaneamente fosse una celebrazione della propria vita, un archivio dei propri disegni e una galleria per la propria collezione d'arte. Il museo inoltre esemplifica bene l'idea di museo dell'epoca che privilegiava la sorpresa, l'impressione, la quantità, al rigore scientifico ed agli intenti di classificazione storica.

## Galleria d'immagini

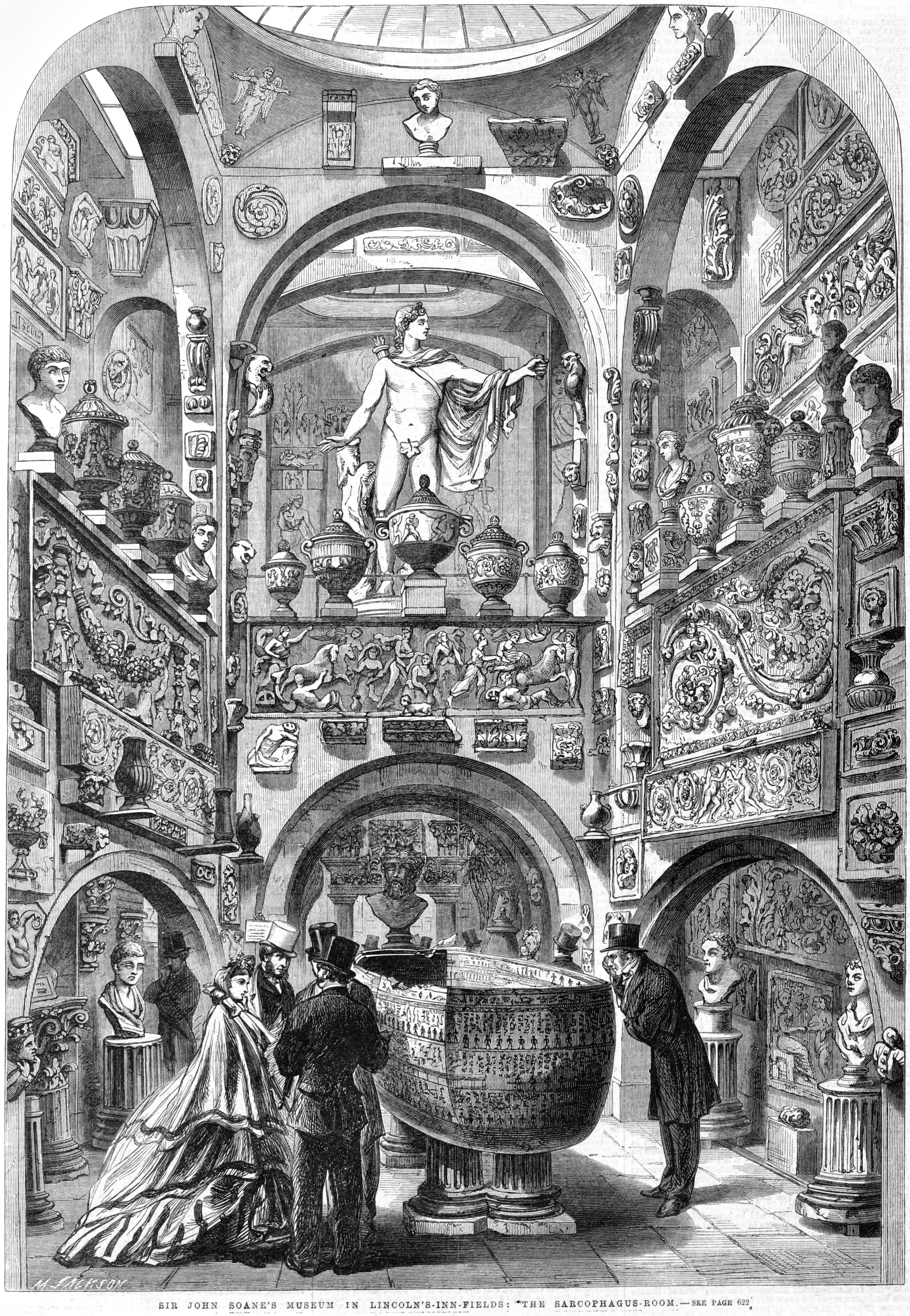
Stanza del sarcofago
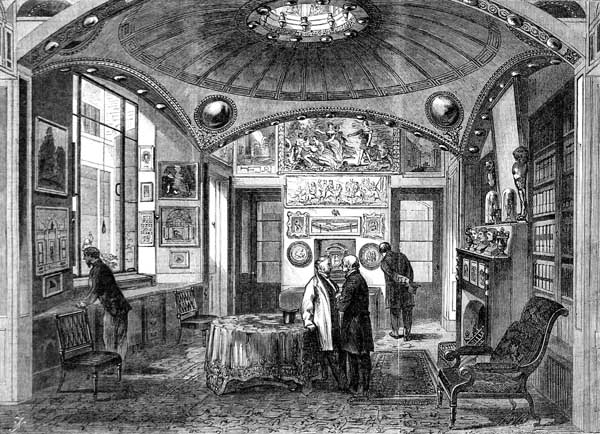
Breakfast Room in una incisione ottocentesca